# Miloslawskoje (Rjasan)
Miloslawskoje (russisch Милосла́вское) ist eine Siedlung städtischen Typs in der Oblast Rjasan in Russland mit 4478 Einwohnern (Stand 14. Oktober 2010).

## Geographie
Der Ort liegt knapp 120 km Luftlinie südsüdwestlich des Oblastverwaltungszentrums Rjasan knapp 10 km von der Grenze zur Oblast Lipezk entfernt am Flüsschen Mokraja Polotebnja, das über die Polotebnja zur Ranowa abfließt.
Miloslawskoje ist Verwaltungszentrum des Rajons Miloslawski sowie Sitz und einzige Ortschaft der Stadtgemeinde Miloslawskoje gorodskoje posselenije.

## Geschichte
Der Ort wurde 1350 erstmals erwähnt. Entstehung und Name werden mit dem tatarischen Prinzen Salachmir (Solochmir) in Verbindung gebracht, der in den Dienst des Rjasaner Fürsten Oleg Iwanowitsch getreten war und sich nach seinem Übertritt zum Christentum Iwan Miloslawitsch nannte. Nach einem Niedergang in den folgenden Jahrhunderten erlangte der Ort erst wieder im 19. Jahrhundert einige Bedeutung. Ab 1831 wurde er auch als Alexejewskoje bezeichnet. Bei Vorbeiführung der Eisenbahnstrecke Moskau – Ranenburg der Rjasan-Uralsker Eisenbahn Ende des 19. Jahrhunderts wurde dort eine Station errichtet, die wieder den Namen Miloslawskoje trug.
Am 12. Juli 1929 wurde die Stationssiedlung Miloslawskoje Verwaltungssitz eines neu geschaffenen, nach ihr benannten Rajons. 1965 wurde sie mit dem Dorf sowie den umliegenden Dörfern Babarykino, Gorjuschkino und Pokrowo-Schischkino vereinigt und erhielt den Status einer Siedlung städtischen Typs.

### Bevölkerungsentwicklung
| Jahr | Einwohner |
| ---- | --------- |
| 1939 | 790       |
| 1959 | 1455      |
| 1970 | 4193      |
| 1979 | 4639      |
| 1989 | 4995      |
| 2002 | 4813      |
| 2010 | 4478      |

Anmerkung: Volkszählungsdaten

## Verkehr
Miloslawskoje besitzt einen Bahnhof bei Kilometer 281 der auf diesem Abschnitt 1898 eröffneten und seit 1966 elektrifizierten Eisenbahnstrecke Moskau (Pawelezer Bahnhof) – Pawelez – Ranenburg – Bogojawlensk.
In die Siedlung führt eine Regionalstraße, die knapp 40 km nördlich beim benachbarten Rajonzentrum Skopin von der föderalen Fernstraße R22 Kaspi Kaschira (bei Moskau)– Astrachan abzweigt.